# Zhazira Zhapparkul
Zhazira Zhapparkul (n. 22 decembrie 1993, Arys⁠(d), Provincia Turkistan, Kazahstan) este o sportivă ce a reprezentat Kazahstan, medaliată olimpică. A participat la o ediție a Jocurilor Olimpice (2016) în care a câștigat o medalie de argint.